# 勞登鎮區 (伊利諾伊州費耶特縣)
勞登鎮區（英語：Loudon Township）是位於美國伊利諾伊州費耶特縣的一個行政鎮區。

## 地方資料
根據2010年美國人口普查的數據，勞登鎮區的面積為155.00平方千米，當中陸地面積為154.90平方千米，而水域面積為0.10平方千米。當地共有人口931人，而人口密度為每平方千米6.01人。